# Salt & Sill
Salt & Sill är en restaurang och flytande hotell på Klädesholmen vid Tjörn, sex mil norr om Göteborg på Sveriges västkust. Salt & Sills flytande hotell är det första i Sverige och stod klart i oktober 2008. Salt & Sill är sedan 2009 med och tar fram Årets sill till stöd för Sjöräddningssällskapet.